# From the Screen to Your Stereo, Part II
From the Screen to Your Stereo Part II — ЕР (міні-альбом) від американського поп-панк гурта New Found Glory. Є продовженням виданого у 2000 році кавер-альбому From the Screen to Your Stereo. Виданий 18 вересня 2007 року на Drive-Thru Records. Проте вже 6 вересня 2007 альбом був викладений піратами в Інтернеті для вільного завантаження.
From the Screen to Your Stereo Part II містить одинадцять треків. Додатковий, дванадцятий трек, під назвою «Hungry Eyes» увійшов до японської версії альбому.

## Список пісень
| From the Screen to Your Stereo Part II | From the Screen to Your Stereo Part II       | From the Screen to Your Stereo Part II | From the Screen to Your Stereo Part II |
| #                                      | Назва                                        | Саундтрек до фільму                    | Тривалість                             |
| -------------------------------------- | -------------------------------------------- | -------------------------------------- | -------------------------------------- |
| 1.                                     | «Kiss Me» (Sixpence None the Richer)         | Це все вона (фільм)                    | 2:55                                   |
| 2.                                     | «It Ain't Me Babe» (Bob Dylan)               | Перейти риску (фільм)                  | 2:47                                   |
| 3.                                     | «The Promise» (When in Rome)                 | Наполеон Динаміт                       | 3:40                                   |
| 4.                                     | «King of Wishful Thinking» (Go West)         | Красотка                               | 3:40                                   |
| 5.                                     | «Stay (I Missed You)» (Lisa Loeb)            | Реальність кусається                   | 2:42                                   |
| 6.                                     | «Lovefool» (The Cardigans)                   | Ромео+Джульєта (фільм, 1996)           | 2:56                                   |
| 7.                                     | «Iris» (Goo Goo Dolls)                       | Місто ангелів                          | 3:15                                   |
| 8.                                     | «Don't You (Forget About Me)» (Simple Minds) | Клуб «Сніданок»                        | 4:02                                   |
| 9.                                     | «J'y Suis Jamais Allé» (Yann Tiersen)        | Амелі                                  | 1:32                                   |
| 10.                                    | «Crazy for You» (Madonna)                    | Із 13 в 30                             | 3:20                                   |
| 11.                                    | «Head over Heels» (Tears for Fears)          | Донні Дарко                            | 3:29                                   |
| 34:18                                  |                                              |                                        |                                        |

| Бонус-треки у японському виданні | Бонус-треки у японському виданні | Бонус-треки у японському виданні | Бонус-треки у японському виданні |
| #                                | Назва                            | Саундтрек до фільму              | Тривалість                       |
| -------------------------------- | -------------------------------- | -------------------------------- | -------------------------------- |
| 12.                              | «Hungry Eyes» (Eric Carmen)      | Брудні танці                     | 3:29                             |
| 37:47                            |                                  |                                  |                                  |

## Учасники

### New Found Glory
- Джордан Пандік — вокал
- Чед Гілберт — гітара
- Стів Кляйн — гітара
- Іан Грашка — бас-гітара
- Кір Болукі — ударні

### Додаткові музиканти
Міхаель Бетанкорт — клавішні